# Palabra de honor
Palabra de Honor é o quarto álbum de estúdio do cantor mexicano Luis Miguel, lançado em 1984. Neste álbum se nota a mudança de voz do cantor que então tinha 14 anos. A canção "Me Gusta Tal Como Eres" em que faz um dueto com a cantora escocesa Sheena Easton, ganhou o Grammy Awards. Há também a versão brasileira do álbum intitulada como Meu Sonho Perdido.

## Lista de faixas
| N.º            | Título                                              | Compositor(es)                                                  | Duração |  |
| 1.             | "Tú No Tienes Corazón"                              | Honorio Herrero                                                 | 2:39    |  |
| 2.             | "Un Rock & Roll Sonó"                               | Juán Carlos Calderón Herrero                                    | 3:04    |  |
| 3.             | "La Chica del Bikini Azul"                          | Herrero                                                         | 2:56    |  |
| 4.             | "Lili"                                              | Luis Gómez Escolar                                              | 3:28    |  |
| 5.             | "Palabra de Honor"                                  | Gómez Escolar Julio Seijas                                      | 2:20    |  |
| 6.             | "Rey de Corazones"                                  | Gómez Escolar Herrero                                           | 2:30    |  |
| 7.             | "Me Muero por Tí"                                   | Herrero                                                         | 2:09    |  |
| 8.             | "Isabel"                                            | José Ramón García Flórez Rubén Blades Jeff Langely Tomothy Near | 2:31    |  |
| 9.             | "Me Gusta Tal Como Eres (part. esp. Sheena Easton)" | Calderón                                                        | 3:07    |  |
| 10.            | "Muñeca Rota"                                       | Gómez Escolar Herrero                                           | 3:13    |  |
| 11.            | "Háblame"                                           | Gómez Escolar Herrero                                           | 2:39    |  |
| Duração total: | Duração total:                                      | Duração total:                                                  | 28:76   |  |

## Certificações e vendas
| Região            | Certificação | Vendas  |
| ----------------- | ------------ | ------- |
| Argentina (CAPIF) | Platina      | 75,000  |
| Mexico            | Ouro         | 500,000 |